# Тарлош, Иштван
Иштван Тарлош (венг. Tarlós István; род. 26 мая 1948) — венгерский политический деятель, с 1990 по 2006 год был мэром III района Будапешта. Занимал должность мэра Будапешта с 2010 по 2019 год. На выборах мэра 13 октября 2019 года проиграл кандидату от оппозиции Гергею Карачоню.

## Биография
С 1968 по 1971 год проходил обучение в Будапештском университете технологии и экономики, а два года спустя получил диплом по специализации гражданского строительства в Дьёре. Иштван Тарлош проработал в строительной отрасли более 15 лет, а в конце 1980-х годов вместе со своей женой Сесилией Наги руководил архитектурным бюро.
В 1989 году после перехода Венгрии к демократии он был избран членом «Альянса свободных демократов» и при поддержке «Фидеса — Венгерского гражданского союза» в 1990 году стал мэром III района Будапешта. В 1994 году покинул свою партию после их решения создать коалицию с «Венгерской социалистической партии». С тех пор он стал беспартийным кандидатом и трижды переизбирался мэром III района Будапешта при поддержке «Фидеса» и «Христианско-демократической народной партии» (КДНП).
1 октября 2006 года на выборах мэра Будапешта Иштван Тарлош выдвинулся в качестве общего кандидата от «Фидеса» и КДНП. Он получил 45,20 % голосов избирателей, а действующий мэр Габор Демски получил 46,86 %. С 2006 по 2010 год в муниципальном совете Будапешта он был председателем партии «Фидеса». На выборах мэра 3 октября 2010 года получил 53,37 % голосов, второй кандидат Чаба Хорват получил 29,47 % голосов.
В течение срока полномочий Иштвана Тарлоша, помимо прочего, была введена в эксплуатацию четвертая линия Будапештского метрополитена. Среди критики его деятельности было то, что произошло спорное назначение директора Будапештского нового театра, а в 2013 году в Будапеште появилась улица имени писательницы Сесиль Тормей, которая симпатизировала фашизму. На местных выборах 12 октября 2014 года Иштван Тарлош получил 49,06 % избирателей и остался в должности мэра, а следующий его срок был продлен до пяти лет.
Иштван Тарлош является отцом троих взрослых детей и имеет шесть внуков.